# Marek Kvapil
Marek Kvapil (Ilava, 5 gennaio 1985) è un hockeista su ghiaccio ceco.

## Palmarès

### Mondiali
- 1 medaglia:
  - 1 oro (Germania 2010)